# TEX36
TEX36 (англ. Testis expressed 36) – білок, який кодується однойменним геном, розташованим у людей на 10-й хромосомі. Довжина поліпептидного ланцюга білка становить 186 амінокислот, а молекулярна маса — 21 545.
| 10         |  | 20         |  | 30         |  | 40         |  | 50         |
| ---------- |  | ---------- |  | ---------- |  | ---------- |  | ---------- |
| MTKGRRFNPP |  | SDKDGRWFPH |  | IGLTQKTPES |  | ITSATSKEPQ |  | SPHLPRQAEG |
| KLPPIYKVRE |  | KQAVNNQFPF |  | SVHDNRHSLE |  | NSGCYLDSGL |  | GRKKISPDKR |
| QHVSRNFNLW |  | ACDYVPSCLD |  | GFSNNQISYV |  | YKEAMVVSSF |  | RRFPRCYKEI |
| WNAFTFLPER |  | SYTEVLKKKP |  | KVRFTVDKKV |  | VSSLES     |  |            |

A: Аланін

C: Цистеїн

D: Аспарагінова кислота

E: Глутамінова кислота

F: Фенілаланін

G: Гліцин

H: Гістидин

I: Ізолейцин

K: Лізин

L: Лейцин

M: Метіонін

N: Аспарагін

P: Пролін

Q: Глутамін

R: Аргінін

S: Серин

T: Треонін

V: Валін

W: Триптофан